# 愛する二人別れる二人
『愛する二人別れる二人』（あいするふたり わかれるふたり）は、1998年10月19日から1999年11月8日までフジテレビで月曜19:00に放送されたヒューマンバラエティー番組である。司会はみのもんたと美川憲一。
また、番組開始前の時期には『愛するふたり別れるふたり』との番組タイトルで番組宣伝が行われた。

## 番組の概要
一般から募集した夫婦が出場して、結婚生活の続行か、それとも離婚かというシビアな選択を行わせる番組として放送された。開始当初はカップルの結婚を取り持つ企画も並行して放送されたが、シビアな選択の方が数字を稼ぐとの判断から徐々に放送されなくなった。
スタジオでの収録は常に重苦しい雰囲気で、夫と妻の不倫相手などが掴み合いを始めたり、中尾彬やデヴィ夫人による出場者に対する発言に激怒して物を投げつける者もいるなどして、その度にスタッフが制止に入るというのが通例であった（時折、司会のみのもんたも制止に入った）。番組放送開始当初は一回の放送で2件の事案を扱っていたが、しばらくすると、相談者の一方の浮気を追及し一段落するとみのがもう一方の浮気を追及し新たな浮気が発覚、その浮気相手も登場してダンナと新たに喧嘩を始めるという一時間に一件の新パターンが編み出され、以後毎週同じ展開が繰り広げられ、以前のパターンはみられなくなる。なお、このようなパターン化は「やらせ」だったのでは、という批判を呼び起こし、それが実際に「やらせ」であった事が後に発覚している（経緯及び詳細は後述）。また夫婦とゲストが話し合って、離婚を思いとどまりもう一度やり直すことを決めた後、美川が離婚届を破る場面も見られた。さらにみのが日本テレビ『午後は○○おもいッきりテレビ』の「ちょっと聞いてよ!おもいッきり生電話」コーナーやテレビ東京『愛の貧乏脱出大作戦』のように、出場者の夫婦に対して本気で激怒する態度を見せることもあった。

## やらせ発覚と番組打ち切り
放送開始当初から雰囲気の過剰な陰湿さや不自然な演出が指摘されていたが、実際にはフジテレビは番組制作を下請けのジャパンプロデュースに一任していた。企画時に複数の局編成部員が反対する建白書を提出したが、編成部副部長（当時）の大多亮が「今回は目をつぶってくれ」と反対意見を黙殺する形で押し切り、番組を任せていた。
また、本番組に出演した一般女性がのちに自殺し、発見された女性の遺書に本番組で「やらせ」が行われていたことが書き残されていたことにより、やらせの事実が発覚する。さらに警察の捜査の過程で番組制作の腐敗が明らかとなり社会問題となった（自殺した女性は夫婦との設定で番組に出演したが、実際は未婚だった）。
放送当時の関東地区のスポンサーだったマツモトキヨシ、P&G、アース製薬（関東地区以外でも一部系列局で番組スポンサーを務めた）らがこの事態を受けて「打ち切らなければ番組スポンサーを降板する」と表明した。フジテレビ内部からも「視聴率を得られても、番組の内容自体にあまりにも問題がありすぎる」という声が上がったことから番組の打ち切りが決定した。
問題発覚後、レギュラー出演者の中尾彬はやらせであることは局から聞かされるまでもなく最初からわかっていたとコメントしたが、その他の出演者はやらせであると直接聞かされてはいなかったとした。また、最終回の視聴率は本番組過去最高の27.4％を記録した。
本番組の最終回放送後の1999年11月15日に番組制作会社は「作為的な事実捏造」を否定し、（一般からの出演者が）本物の夫婦だと思っていたとの旨を発表した。

## 備考
- 岩手めんこいテレビでは開始当初の半年間は週末午後の時間帯で遅れネットを実施していたが、それまで同時刻で放送していた自社制作番組『山・海・漬』の枠移動で、1999年4月から同時ネットに切り替えた。
- 関西テレビでは『快傑えみちゃんねる』をこの時間帯に放送していたため、1999年頃は土曜午後などに集中放送していた。
- 通常放送はローカルセールス枠での放送のため未放送の系列局も存在する。スペシャルの時は一部地域が20:00からの1時間編集でフジテレビから裏送りで同時ネットされた回もあった。
- 岡山放送では『快傑えみちゃんねる』を関西テレビからのネットで放送していたため、火曜の19:00から放送していた。

## 出演者

### 司会
- みのもんた
- 美川憲一

### パネリスト
- 中尾彬
- デヴィ・スカルノ
- 戸川昌子
- 舟木一夫
- 梅沢富美男
- 飯島愛
- 鈴木その子
- 中山麻理
- 瀬川瑛子
- 林寛子
- あき竹城
- 西舘好子〈現在：西舘代志子〉（評論家）
- 森田浩一郎（医学博士）など

### ナレーション
- 戸谷公次

## テーマ曲
- オープニング：殿さまキングス「なみだの操」
- エンディング：テレサ・テン「つぐない」

## スタッフ
- 構成：神代淳平、村椙恵子
- TP：森野憲俊
- SW：藤本敏行
- CAM：小川利行
- VE：高橋正直
- AUD：本間祥吾
- 照明：藤井梅雄
- ロケ技術：江藤恭真、河合輝久
- デザイン：ねもとまさ乙
- 編集：渡邊康子
- MA：福田忠光
- 音響効果：天野孝弘（4-Legs）
- 広報：為永佐知男（フジテレビ）
- 制作デスク：伊藤裕希
- 技術協力：ニユーテレス、共同テレビジョン、FLT、TDKビデオセンター
- 美術協力：CAVIN
- スタジオ：TMC砧スタジオ（村松伸雄、田中聡明）
- 協力：STUDIOピア
- リサーチ：清水茅々、藤井秀貞、清水弘己、矢利知之、山田正彦、坂本奈津子
- AD：廣濱智寛、田島たけし、川嶋信哉、大野裕之、横岡水治
- ディレクター：藤崎弘、大崎貴史、森田茂
- 演出：佐々木貴幸
- プロデューサー：中村百合子（フジテレビ）、川上秀次郎
- 総合演出：挾間忠行
- 制作協力：ジャパンPRODUCE
- 制作：フジテレビ第三制作部
- 制作著作：フジテレビ

## パロディ
- 進ぬ!電波少年（日本テレビのバラエティ番組）
  - 本番組終了後に「電波少年的愛する二人別れる二人（やらせなし）」というパロディ企画（実際はタイトルのみ）を放送し、フジテレビが抗議した。またフジテレビは当時『トロイの木馬』という『電波少年』を模倣した番組を放送していた（同番組は1999年9月に終了）。この抗議を受け、電波少年の演出として『電波少年的トロイの木馬』とナレーションを入れ、フジテレビを囃し立てた経緯がある[3]。
- めちゃ²イケてるッ!
  - 「愛するコンビ別れるコンビ」というパロディ企画を放送した。他にも「愛する岡村別れる岡村」という企画があったが（この企画が雨上がり決死隊がめちゃイケ初登場の予定だった）、バレーボールワールドカップ期間中に1か月ほど放送休止していた頃に本番組が打ち切られてお蔵入りになった。